# Loïc Vergnaud
Loïc Vergnaud, né le 1er décembre 1978 à Roanne, est un coureur cycliste handisport français, en catégorie H5 (Handbike amputé tibial).

## Biographie
Loïc Vergnaud est victime d'un grave accident du travail en 2004 qui lui sectionne une partie de la jambe droite. Il continue le sport amateur (il jouait dans le club de Saint-Martin-d'Estréaux) en pratiquant le football en béquille et il participera à la coupe d'Europe de football amputé en Turquie avec la sélection nationale, non reconnue par la Fédération Française de Football.
Il se tourne vers le cyclisme en handbike couché vers 2010 où il a remporté depuis une vingtaine de courses, deux coupes de France (2013 et 2015) et obtenu en 2016, une place de vice-champion de France du contre la montre.
En 2017, il opte pour le handbike à genoux et accède aux courses internationales ; il compte aujourd'hui quatorze titres de champion de France dans les courses sur route (en ligne et contre la montre) et finit deuxième de la coupe du monde UCI 2019 et cinquième au contre la montre des championnats du monde à 6 secondes du podium.
En 2021, il remporte la médaille lors d'une manche de la coupe du Monde à Ostende, puis monte deux fois sur la deuxième marche du podium aux championnats du monde UCI en contre-la-montre et en course en ligne.
Pour sa première participation aux jeux paralympiques de Tokyo, il remporte une médaille d'argent dans l'épreuve du contre-la-montre H5 sur route. Le lendemain, il est de nouveau médaillé d'argent dans l'épreuve de la course en ligne au terme d'un sprint avec le Néerlandais Mitch Valize qui le coiffe sur la ligne d'arrivée.
En 2022, il intègre l'équipe de France Douane.Il devient champion du monde et d'Europe en relais mixte handbike et aussi double vice champion du monde et double vice champion d'Europe en contre-la-montre et en course sur route.
Aux Jeux paralympiques de 2024 à Paris, il obtient la médaille d'argent en contre-la-montre H5. Le lendemain, comme à Tokyo, il obtient la médaille d'argent sur la course en ligne H5.

## Palmarès handisport

### Cyclisme

#### Jeux paralympiques
- Jeux paralympiques d'été de 2021 à Tokyo,  Japon
  -  Médaille d'argent du contre-la-montre H5
  -  Médaille d'argent de la course en ligne H5
  -  Médaille d'argent en relais handbike
- Jeux paralympiques d'été de 2024 à Paris,  France
  -  Médaille d'argent du contre-la-montre H5

#### Championnats du monde
- Championnats du monde de paracyclisme sur route 2021 à Cascais,  Portugal
  -  Médaille d'argent du contre-la-montre H5
  -  Médaille d'argent de la course en ligne H5
- Championnats du monde de paracyclisme sur route 2022 à Baie-Comeau,  Canada
  -  Médaille d'argent du contre-la-montre H5
  -  Médaille d'argent de la course en ligne H5
  -  Médaille d'or en relais handbike
- Championnats du monde de paracyclisme sur route 2023 à Glasgow,  Écosse
  -  Médaille de bronze du contre-la-montre H5
  -  Médaille de bronze de la course en ligne H5
- Championnats du monde de paracyclisme sur route 2024 à Zurich,  Suisse
  -  Médaille d'argent du contre-la-montre H5

#### Coupe du monde
- Vainqueur de la coupe du monde de paracyclisme sur route 2022 en individuel
- Vainqueur de la coupe du monde de paracyclisme sur route 2022 en relais handbike

#### Championnats d'Europe
- Championnat d'Europe de paracyclisme sur route 2022 en  Autriche
  -  Médaille d'argent du contre-la-montre H5
  -  Médaille d'argent de la course en ligne H5
  -  Médaille d'or en relais handbike

- Championnat d'Europe de paracyclisme sur route 2023 à Rotterdam,  Pays-Bas
  -  Médaille d'argent du contre-la-montre H5
  -  Médaille d'argent de la course en ligne H5

## Décorations
- Chevalier de l'ordre national du Mérite le 8 septembre 2021[9]